# Eumelea phoenissa
Eumelea phoenissa là một loài bướm đêm trong họ Geometridae.